# Beirut Art Fair
 (décembre 2018).
Beirut Art Fair est une foire d’art contemporain créée en 2010 à Beyrouth, fondée et dirigée par Laure d’Hauteville. Chaque année depuis 2010, la foire accueille pour plusieurs jours des professionnels de l’art du monde entier, des amateurs d’art, des galeristes, des collectionneurs et des artistes émergents.
Beirut Art Fair est la première[réf. nécessaire] foire internationale spécialisée dans la découverte de la création artistique contemporaine de la région Moyen-Orient-Afrique du Nord-Asie du Sud, région dont le nom est simplifié en « ME.NA.SA ».
En 2014, les organisateurs de la foire ont créé Singapore Art Fair.

## Historique

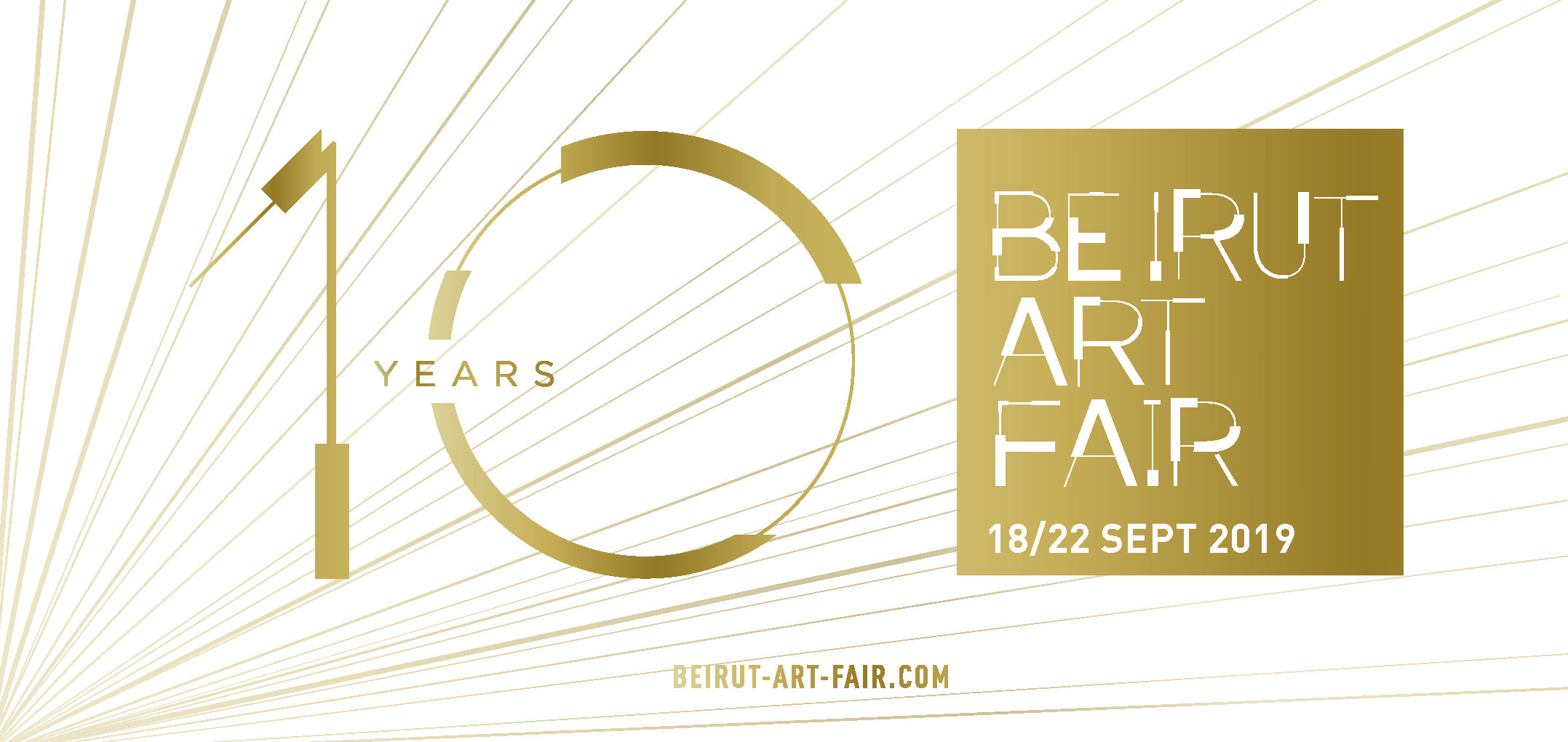
Logo du dixième anniversaire

La première édition de la foire s’est tenue en juillet 2010 sous la dénomination de Menasart-Fair (Middle East, North Africa, South & South East Asia). Elle est renommée en 2012 Beirut Art Fair.

### Précédentes éditions
- Édition 2010: Du 13 et 14 juillet 2010
- Édition 2011: Du 13 au 16 juillet 2011
- Édition 2012: Du 5 au 8 juillet 2012
- Édition 2013: Du 19 au 22 septembre 2013
- Édition 2014: Du 18 au 21 septembre 2014
- Édition 2015: Du 17 au 20 septembre 2015
- Édition 2016: Du 15 au 19 septembre 2016
- Édition 2017: Du 21 au 24 septembre 2017
- Édition 2018: Du 19 au 23 septembre 2018

## Beirut art week
Beirut Art Fair est un programme qui célèbre la création dans les espaces publics et privés du centre-ville de la capitale libanaise.

## Revealing by  SGBL
REVEALING by SGBL est un espace destiné à la découverte de jeunes talents, et dont le but est de promouvoir et soutenir la création contemporaine dans toute sa diversité.
Chaque année, des artistes présentés par leur galerie sont choisis pour présenter une sélection de leurs œuvres récentes.

## Byblos bank award
La Byblos Bank a lancé en 2012 un programme visant à favoriser la place des photographes libanais au sein du marché international pour qu’ils puissent vivre de leur art. Au cours de ses différentes éditions, plus de 600 photographes ont soumis près de 4 000 photographies au concours ; des jurys différents composés d’experts internationaux ont sélectionné des finalistes, qui ont exposé leurs travaux à BEIRUT ART FAIR. Les lauréats ont bénéficié de programmes de mentorat approfondis avant leurs premières expositions individuelles, organisées et accueillies par la Byblos Bank.